# 陈梦兰
陈梦兰（？—？），安徽青阳人，是一名清朝政治人物。附监出身。
陈梦兰曾于1792年接替曾应尼任华亭县知县一职，1792年由王劝接任。